# Камське (Камбарський район)
Ка́мське (рос. Камское, удм. Камское) — село у складі Камбарського району Удмуртії, Росія.
Населення — 834 особи (2010).
Село було утворене 28 березня 2005 року, шляхом відділення від села Кама.
В селі діють школа, дитячий садок, фельдшерсько-акушерський пункт, бібліотека клуб. На території Камського розташоване значне підприємство — Камбарська нафтобаза. На березі Ками знаходиться санаторій «Кама».